# 洛布雷·德·布律-埃肯施泰因转变
Lobry-de Bruyn-van Ekenstein转化（Lobry-de Bruyn-van Ekenstein transformation）
碱催化的醛糖-酮糖异构化反应。
此反应用于某些酮糖的工业生产。它的一个典型例子是甘油醛与二羟丙酮在反应条件下形成的反应平衡。
1885年由 Cornelis Adriaan Lobry van Troostenburg de Bruyn 和 Willem Alberda van Ekenstein 报道。

## 反应机理
反应机理见下图。
反应平衡的位置与底物浓度、溶剂、pH和反应温度有关。

## 立体化学
由于经过烯醇中间体，因此此反应无立体专一性，底物发生去质子化的手性碳在反应后发生差向异构化。例如，D-葡萄糖在反应条件下，生成的最终产物是D-葡萄糖、D-果糖和D-甘露糖的混合物。